# Martin Kalu
Martin Kalu (* 28. Januar 2005 in Halle (Saale)) ist ein deutscher Basketballspieler.

## Werdegang
Kalu wuchs in Quakenbrück auf und erhielt seine Basketball-Grundausbildung beim TSV Quakenbrück. Er wechselte nach Vechta und wurde Mitglied der Spielgemeinschaft von TSV Quakenbrück und SC Rasta Vechta in der Jugend-Basketball-Bundesliga. Zur Saison 2020/21 erhielt er Aufnahme ins erweiterte Aufgebot von Vechtas Bundesligamannschaft und wurde im Alter von 16 Jahren und neun Tagen erstmals in einem Spiel der Basketball-Bundesliga eingesetzt. Er wurde damit der jüngste Spieler, der für den SC Rasta in einem Bundesliga-Spiel auf dem Feld stand. Kalu bestritt zwei Kurzeinsätze im Bundesliga-Spieljahr 2020/21, das Vechta auf dem letzten Tabellenplatz abschloss.
Im Sommer 2021 wechselte er zum FC Bayern München, um zunächst in der zweiten Mannschaft des Bundesligisten in der 2. Bundesliga ProB sowie in der U19-Mannschaft in der Nachwuchs-Basketball-Bundesliga eingesetzt zu werden. In der Bundesliga kam Kalu im Laufe des Spieljahres 2023/24, in dem der FC Bayern deutscher Meister und Pokalsieger wurde, auf sechs Bundesliga-Einsätze. Die Münchener liehen ihn anschließend an den Bundesliga-Konkurrenten Basketball Löwen Braunschweig aus.
Ende April 2024 wurde Kalus Wechsel zur Saison 2025/26 an das College of Charleston (US-Bundesstaat South Carolina) bekannt.

### Nationalmannschaft
Im Juli 2024 wurde Kalu mit der deutschen U20-Auswahl Zwölfter der in Gdynia ausgetragenen Europameisterschaft. Im Sommer 2025 nahm er mit der deutschen Auswahl an der U20-Europameisterschaft teil.